# ISO 3166-2:LU
ISO 3166-2 données pour le Luxembourg

## Cantons (12)
```
LU-CA 
Capellen

LU-CL 
Clervaux

LU-DI 
Diekirch

LU-EC 
Echternach

LU-ES 
Esch-sur-Alzette

LU-GR 
Grevenmacher

LU-LU 
Luxembourg

LU-ME 
Mersch

LU-RD 
Redange

LU-RM 
Remich

LU-VD 
Vianden

LU-WI 
Wiltz
```

## Districts (3)
Avant 2015, le standard ISO 3166-2 correspondait aux trois districts, supprimés cette année-là :
```
LU-D  
Diekirch

LU-G  
Grevenmacher

LU-L  
Luxemburg
```